# Khölönbuir, Dornod
Khölönbuir (tiếng Mông Cổ: Хөлөнбуйр) là một sum của tỉnh Dornod tại miền đông Mông Cổ. Vào năm 2009, dân số của sum là 1.776 người.

## Địa lý
Sum có diện tích khoảng 3.773 km2. Trung tâm sum, Bayan, nằm cách tỉnh lị Choibalsan 130 km và thủ đô Ulaanbaatar 530 km.

### Khí hậu
Khölönbuir có khí hậu bán khô hạn. Nhiệt độ trung bình hàng năm tại đây là 2 °C. Tháng ấm nhất là tháng 7, khi nhiệt độ trung bình là 25 °C và lạnh nhất là tháng 1, với -22 °C.  Lượng mưa trung bình hàng năm là 471 milimét. Tháng mưa nhiều nhất là tháng 6, với lượng mưa trung bình 125 mm và khô nhất là tháng 2, với lượng mưa 3 mm.

## Kinh tế
Sum có một trường học, bệnh viện và khu dịch vụ.